# Eastbourne
Eastbourne es una ciudad y un distrito no metropolitano del condado de Sussex Oriental, en la costa sur de Inglaterra, con una población estimada de 99.300 en 2011. Esta zona ha sido testigo de actividad humana desde la Edad de Piedra, albergando pequeños poblados, hasta hacer de Eastbourne un destino marítimo principal en la época de Eduardo VII.
Eastbourne es conocida por ser uno de los lugares más soleados de Inglaterra y, gracias a su situación junto al mar, en la costa sur, constituye un lugar ideal para estudiar y relajarse.

## Celebridades de Eastbourne
- Angela Carter, periodista y novelista.
- Friedrich Engels, filósofo y revolucionario prusiano. Sus cenizas reposan a cinco millas marinas de la costa de Eastbourne.
- Marjorie Grice-Hutchinson (1909-2003), economista e historiadora.
- Theresa May, ex primera ministra del Reino Unido.
- Frederick Soddy premio Nobel de química en 1921.

## Referencias

Vista de EastBourne, desde los South Downs.